# Pheidologeton volsellata
Pheidologeton volsellata é uma espécie de formiga do gênero Pheidologeton, pertencente à subfamília Myrmicinae.